# Imitacje kamieni
Imitacje kamieni (naśladownictwa) – preparowane całkowicie lub częściowo ludzką ręką  z kamieni naturalnych lub syntetycznych, albo produktów sztucznych. Imitacje kamieni przypominają wyglądem (zwłaszcza barwą) swoje naturalne odpowiedniki, kamienie szlachetne i ozdobne, w tym pochodzenia organicznego, ale ich własności fizyczne i chemiczne czy krystalograficzne są inne. Imitacje kamieni jubilerskich są stosowane do wyrobu biżuterii.

## Przykłady imitacji

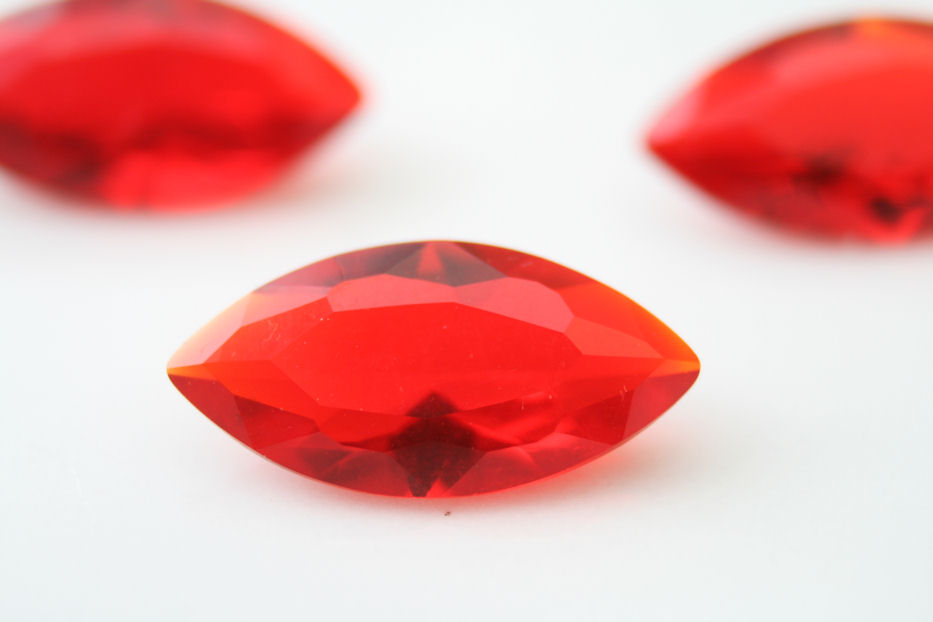
Kamienie z barwionego szkła

Sztuczne materiały takie jak szkło i tworzywa syntetyczne są wykorzystywane do imitacji różnych kamieni szlachetnych. Szkło używane jest do imitacji kamieni szlachetnych od stuleci. Starożytni Egipcjanie wykonywali imitacje ze szkła i glazury, gdyż prawdziwe kamienie były zbyt drogie lub niedostępne w odpowiedniej ilości. Kamienie mogą być wytwarzane zarówno ze szkieł przeświecających jak i nieprzezroczystych, o najróżniejszym zabarwieniu. Kamienie te jednak bardzo łatwo wykryć ze względu na ich małą odporność mechaniczną. Często występują wyszczerbienia ścianek, wewnętrzne zmętnienia i pęcherzyki. Ponadto szkło wykazuje pojedyncze załamania światła.
Do 1945 roku znaczącymi ośrodkami produkującymi szklaną biżuterię imitującą kamienie szlachetne były Jablonec w Czechach i Trnawa na Słowacji oraz Neugablonz w Niemczech. Do produkcji modnej biżuterii używa się taniego szkła płaskiego. Do imitacji bardziej wartościowych kamieni szlachetnych – silnie załamującego światło szkła kryształowego (ołowiowego).

### Imitacje diamentów
W 1758 roku wiedeńczyk Joseph Strasser opracował rodzaj szkła, które przez bardzo długi czas służyło jako namiastka diamentu. Dawało się szlifować i ze względu na wysoki współczynnik załamania światła istotnie wyglądało podobnie do diamentu. Mimo że cesarzowa Maria Teresa zakazała jego produkcji i sprzedaży, ta imitacja diamentu (zwana strasem), przez Paryż zawładnęła rynkiem kamieni szlachetnych. Jako imitacji diamentów używa się najrozmaitszych materiałów naturalnych, ale najlepszy jest cyrkon. Syntetyczne imitacje są częste, lecz każda ma określone wady.

### Imitacje pereł
Jednym z rodzajów imitacji pereł jest tzw. perła z rybiego srebra. Składa się ona ze szkła lub emalii oraz powłoki, wytwarzanej z łusek pewnych gatunków ryb. Do wyrobu innych imitacji używa się kawałków muszli ślimaków (perły antylskie), małżów (perły Takara z Japonii), lub zębów manata (perła Dugon).
Do imitacji należy również hodowlana perła łuskowa z Australii (w handlu zwana często perłą japońską, lecz coraz częściej perłą Mabe). Składa się z cienkiej warstwy macicy perłowej nałożonej na części wykonane technicznie. Najpierw do wewnętrznej ścianki muszli małża przyczepia się jądro z gliny lub sztucznej żywicy, co sprawia, że małż pokrywa ją cienką warstwą macicy perłowej. Po zbiorze jądro ponownie się wycina i zastępuje półkulą z macicy perłowej.
W handlu dostępne są również imitacje pereł z tworzyw sztucznych.

### Imitacje opali
Charakterystyczne błyski barwne (światła) w opalach są określane grą barw lub migotliwością (iryzacją). Jest ona wywołana interferencją światła od drobniutkich globul krzemionkowych.. Ta struktura została odtworzona w imitacji opali wytwarzanych we Francji (przez Gilsona). Amerykanin John Slocum rozwinął produkcję imitacji opali o wyrazistej grze barw, które jednak nie mają dostatecznej jedwabistości połysku oraz żywości plam barwnych.

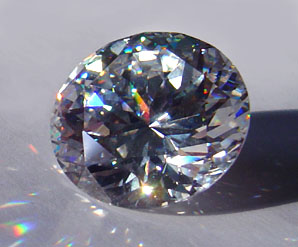
Cyrkonia szlifowana

Istnieją również inne imitacje – z mas plastycznych lub składane z kilku części (kompozyty). W opalowych dubletach górna płytka wykonana jest z naturalnego opalu szlachetnego, podstawa – z opalu pospolitego, szkła lub chalcedonu. Tryplet ma dodatkową, wypukłą płytkę wykonaną z kryształu górskiego.

### Kamienie nieposiadające naturalnego wzorca
Szczególnym rodzajem imitacji są sztucznie wyprodukowane kamienie, które nie mają odpowiednika w przyrodzie, lecz własnościami fizycznymi przypominają kamienie szlachetne i wykazują szczególnie korzystne własności optyczne. Zalicza się je do syntetycznych kamieni szlachetnych.

## Metody upiększania kamieni naturalnych
Kamienie naturalne mogą być modyfikowane w celu podniesienia ich wartości. Znane są sposoby „ulepszania” przez ukrycie spękań i skaz lub podgrzewanie, poddawanie promieniowaniu, aby poprawić barwę.

### Impregnowanie
Impregnacja, barwienie substancjami chemicznymi, może różnicować wygląd kamieni i obejmować jedynie ich zewnętrzną powłokę albo też zmieniać cały okaz. Aby uzyskać efekt kamień musi być porowaty bądź mieć szczeliny lub spękania, przez które barwnik może wnikać do środka np. howlit może imitować turkus.

### Nasycenie olejem
Oleje mogą poprawić barwę kamieni szlachetnych lub zamaskować spękania i skazy. Dlatego często szmaragdy nasyca się substancjami oleistymi.

### Podgrzewanie
Poprzez podgrzanie można uzyskać wzmocnienie lub zmianę barwy bądź klarowność niektórych kamieni szlachetnych np. brązowy cyrkon po podgrzaniu uzyskuje barwę niebieską.

### Napromieniowywanie
Kamienie szlachetne mogą zmieniać barwę pod wpływem promieniowania. Może ono pochodzić od pierwiastków radioaktywnych lub ze źródeł sztucznych.